# Saison cyclonique 2009-2010 dans l'océan Indien sud-ouest
La saison cyclonique 2009-2010 dans le l'océan Indien sud-ouest est composée de quinze systèmes (trois cyclones tropicaux intenses, quatre tempêtes tropicales et six perturbations).
Elle s'est terminée le 15 avril 2010.

## Noms des tempêtes 2009-2010
La liste des noms qui a été utilisée pour nommer les tempêtes qui se sont formées dans le bassin cyclonique sud-ouest de l'océan Indien est la suivante :
| - Anja - Bongani - Cleo - David - Edzani - Fami - Gelane - Hubert - Imani - Joel - Kanja - Lunda - Mohono - Nigel - Olympe - Pamela - Quentin - Rahim - Savana - Themba - Uyapo - Viviane - Walter - Xangy - Yemurai - Zanele |